# Port lotniczy Tchongorove
Port lotniczy Tchongorove (ICAO: FOOI, IATA: IGE) – krajowy port lotniczy położony w Iguela, w Gabonie.